# Aeropuerto de Boise
El Aeropuerto de Boise (Gowen Field) (del inglés: Boise Airport) (IATA: BOI, OACI: KBOI, FAA LID: BOI), es un aeropuerto civil-militar conjunto en el Oeste de Estados Unidos, a 5 km (tres millas) al sur del centro de Boise en el Condado de Ada, Idaho.  El aeropuerto es operado por el Departamento de Aviación de la ciudad de Boise y es supervisado por una comisión aeroportuaria. Es el aeropuerto más transitado del estado de Idaho, atiende a más pasajeros que todos los demás aeropuertos de Idaho combinados y aproximadamente diez veces más pasajeros que el segundo aeropuerto más transitado de Idaho, el Aeropuerto Regional de Idaho Falls.
Boise es un aeródromo con derechos de aterrizaje que requiere que los vuelos internacionales de aviación general reciban permiso de un oficial de la Oficina de Aduanas y Protección Fronteriza de los Estados Unidos antes de aterrizar.
Además de ser un aeropuerto comercial y de aviación general, Boise también funciona simultáneamente como una instalación militar de la USAF utilizada por la 124th Fighter Wing (124 FW) de la Guardia Nacional Aérea de Idaho en la parte de la Base de la Guardia Nacional Aérea de Gowen Field del aeropuerto. El 124 FW opera el avión A-10 Thunderbolt II.
El Centro Nacional Interagencial de Bomberos tiene su sede en la ciudad de Boise y el Aeropuerto de Boise se utiliza para apoyo logístico. El Servicio Forestal de los Estados Unidos(USFS) también utiliza el aeropuerto de Boise como base para aviones cisterna de extinción de incendios aéreos durante la temporada de incendios forestales.
El aeropuerto de Boise abordó 2,059,935 pasajeros en 2019, un aumento del 6 % en comparación con 2018, cuando se embarcaron 1,938,416 pasajeros (lo que lo convierte en el 69° aeropuerto con mayor actividad del país).

## Aerolíneas y destinos

### Pasajeros
| Aerolíneas           | Destinos |
| -------------------- | --- |
| Alaska Airlines      | Burbank, Las Vegas, Los Ángeles, Ontario (inicia el 7 de enero de 2026), Phoenix–Sky Harbor, Portland (OR), Pullman, Sacramento, San Diego, San Francisco, San José (CA), Seattle/Tacoma, Spokane Estacional: Bozeman, Palm Springs |
| Allegiant Air        | Las Vegas, Orange County, Phoenix/Mesa |
| American Airlines    | Dallas/Fort Worth Estacional: Chicago–O'Hare, Phoenix–Sky Harbor |
| American Eagle       | Chicago–O'Hare, Phoenix–Sky Harbor |
| Delta Air Lines      | Atlanta, Mineápolis/St. Paul, Salt Lake City |
| Delta Connection     | Los Ángeles, Salt Lake City, Seattle/Tacoma |
| Frontier Airlines    | Denver |
| Gem Air              | McCall, Salmon |
| Southwest Airlines   | Burbank, Denver, Las Vegas, Oakland, Phoenix–Sky Harbor, Sacramento, San Diego, San José (CA) Estacional: Chicago–Midway, Dallas–Love                                                                                               |
| Spirit Airlines      | Las Vegas |
| Sun Country Airlines | Estacional: Mineápolis/St. Paul |
| United Airlines      | Denver, San Francisco Estacional: Chicago–O'Hare |
| United Express       | Chicago–O'Hare, Denver, Los Ángeles, San Francisco |

### Carga
| Aerolíneas          | Destinos |
| ------------------- | --- |
| Alpine Air Express  | Salt Lake City |
| Amazon Air          | Cincinnati, Fort Worth, Riverside/March Air Base                                                                                                 |
| Ameriflight         | Burns, Portland (OR), Salt Lake City, Seattle–Boeing                                                                                             |
| FedEx Express       | Casper, Memphis, Oakland, Reno, Salt Lake City                                                                                                   |
| UPS Airlines        | Cedar Rapids/Iowa City, Denver, Fresno, Louisville, Oakland, Ontario, Portland (OR), Sacramento–Mather, Salt Lake City, San Luis, Seattle–Boeing |
| Western Air Express | Lewiston, Portland (OR), Salt Lake City, Spokane, Twin Falls                                                                                     |

## Estadísticas

### Tráfico anual
| Año  | Pasajeros | Año  | Pasajeros |
| ---- | --------- | ---- | --------- |
| 2006 | 3,289,314 | 2016 | 3,230,878 |
| 2007 | 3,365,303 | 2017 | 3,513,377 |
| 2008 | 3,185,006 | 2018 | 3,871,891 |
| 2009 | 2,795,297 | 2019 | 4,111,151 |
| 2010 | 2,805,692 | 2020 | 1,973,198 |
| 2011 | 2,781,708 | 2021 | 3,607,283 |
| 2012 | 2,609,816 | 2022 | 4,496,529 |
| 2013 | 2,612,457 | 2023 | 4,752,757 |
| 2014 | 2,753,153 | 2024 | 4,990,885 |
| 2015 | 2,978,281 | 2025 |           |